# Olaf Søyland
Olaf Søyland (Flekkefjord, 28 de julio de 1952) es un deportista noruego que compitió en piragüismo en la modalidad de aguas tranquilas. Ganó tres medallas en el Campeonato Mundial de Piragüismo entre los años 1975 y 1979.
Participó en los Juegos Olímpicos de Montreal 1976, donde finalizó sexto en la prueba de K4 1000 m.

## Palmarés internacional
| Campeonato Mundial | Campeonato Mundial    | Campeonato Mundial | Campeonato Mundial |
| Año                | Lugar                 | Medalla            | Evento             |
| ------------------ | --------------------- | ------------------ | ------------------ |
| 1975               | Belgrado (Yugoslavia) | Medalla de oro     | K4 10 000 m        |
| 1978               | Belgrado (Yugoslavia) | Medalla de plata   | K2 1000 m          |
| 1979               | Duisburgo (RFA)       | Medalla de oro     | K2 1000 m          |